# Lucía Caraballo
Lucía Caraballo, all'anagrafe Lucía Caraballo Fabelo (Madrid, 27 luglio 1999), è un'attrice, ballerina e modella spagnola.

## Biografia
Lucía Caraballo è nata il 27 luglio 1999 a Madrid (Spagna), fin da piccola ha mostrato un'inclinazione per la recitazione e per la danza.

## Carriera
Lucía Caraballo nel 2004 ha intrapreso i suoi studi di recitazione, svolgendo corsi teatrali presso l'Università popolare di Madrid. La sua prima apparizione davanti alle telecamere è stata nel 2007 nella serie di Telecinco Hospital Central. Nello stesso tempo, ha continuato a interpretare piccoli ruoli nelle serie televisive e ha ottenuto diversi ruoli da protagonista in cortometraggi.
Nel 2010 ha ottenuto il suo primo ruolo cinematografico nel film Carne cruda, dove ha interpretato il ruolo di Candela. Nel 2011 ha iniziato a seguire le lezioni teatrali presso la scuola Paloma Mejía, dove è entrata a far parte della compagnia teatrale. Insieme alla compagnia ha partecipato a vari spettacoli, tra cui Cyrano de Begerac e Les Miserables, dove ha ricoperto il ruolo di Cosette fino al 2016.
Nel 2014 ha recitato nel cortometraggio El amor me queda grande, in cui ha vinto il premio come Miglior attrice al 19° Cabra Audiovisual Contest. Inoltre, ottiene uno dei ruoli principali nella commedia Delicia. Nello stesso anno, ha interpretato il ruolo di Marieta nella serie Víctor Ros.
Nel 2015 e nel 2016 è stata scelta per interpretare il ruolo di Gracia nella soap opera in onda su La 1 Una vita.
Nel 2016 è entrata a far parte della famiglia Disney per diventare Lu de Luna, la blogger del canale per bambini. Pochi mesi dopo la Disney la sceglie per presentare ogni venerdì su YouTube la serie Soy Luna.
Nel 2017 dopo aver condotto la seconda stagione come presentatrice del programma Soy Luna Express, ha partecipato a Cuéntame cómo pasó e ha iniziato le riprese della serie Estoy vivo prodotta da Globomedia per TVE, dove ha interpretato il ruolo di Bea Vargas, la figlia più giovane della famiglia principale. La serie debutta nel settembre dello stesso anno.
Nel 2018 ha partecipato a due episodi della prima stagione della serie di Movistar+ Gigantes con il personaggio di Laura.
Nel 2019 e nel 2020 è stata scelta per interpretare il ruolo di Antonia "Antoñita" Malo Molina nella soap opera in onda su Antena 3 Il segreto.
Nel 2021 ha recitato nelle serie La reina del pueblo nel ruolo di Inma e in ByAnaMilán nel ruolo di Mariángeles. Nello stesso anno ha interpretato il ruolo di Daniela nel film Mamá o papá diretto da Dani de la Orden. Nel medesimo anno ha partecipato al programma televisivo in onda su Antena 3 Pasapalabra. Nel 2022 ha recitato nelle serie Heridas e in No me gusta conducir (nel ruolo di Yolanda).

## Filmografia

### Attrice

#### Cinema
- Carne cruda, regia di Tirso Calero (2010)
- Buenas noches dijo señorita pájaro, regia di César del Álamo (2012)
- La mujer que hablaba con los muertos, regia di César del Álamo (2014)
- No culpes al karma de lo que te pasa por gilipollas, regia di María Ripoll (2016)
- Mamá o papá, regia di Dani de la Orden (2021)

#### Televisione
- Hospital Central – serie TV, 2 episodi (2007-2009)
- Águila Roja – serie TV, 1 episodio (2009)
- Los hombres de Paco – serie TV, 2 episodi (2009)
- Fisica o chimica (Física o Química) – serie TV, 3 episodi (2009)
- Gran Reserva – serie TV, 2 episodi (2009-2011)
- El club del chiste – serie TV, 1 episodio (2013)
- Víctor Ros – serie TV, 1 episodio (2014)
- Una vita (Acacias 38) – soap opera, 7 episodi (2015-2016)
- El Caso: Crónica de sucesos – serie TV, 2 episodi (2016)
- Centro médico – serie TV, 1 episodio (2016)
- Cuéntame cómo pasó – serie TV, 1 episodio (2017)
- Estoy vivo – serie TV (2017-2021)
- Gigantes – serie TV, 2 episodi (2018)
- Il segreto (El secreto de Puente Viejo) – soap opera, 164 episodi (2019-2020)
- Dime quién soy – serie TV, 9 episodi (2020)
- Encrucijada – serie TV, 1 episodio (2020)
- La reina del pueblo – serie TV, 6 episodi (2021)
- ByAnaMilán – serie TV, 1 episodio (2021)
- Heridas – serie TV, 6 episodi (2022)
- No me gusta conducir – serie TV, 6 episodi (2022)

#### Cortometraggi
- Cómo hablar con Bea (2008)
- Fuera del agua (2008)
- La versión de los pájaros (2009)
- Uniformadas, regia di Irene Zoe Alameda (2010)
- Taxi, regia di Dani Virumbrales e Sandra Santacana (2011)
- Abracadabra (2011)
- Color del mar (2012)
- Pequeña María (2013)
- El amor me queda grande, regia di Javier Giner (2014)
- Luces Rojas (2014)
- Primera regla (2014)
- Los huesos del frío, regia di Enrique Leal Leal (2014)
- Pezuñas (2017)
- Ángeles, regia di César Borregón e Nacho Marraco (2017)

#### Video musicali
- Alice nel Paese delle Meraviglie (Alicia en El país de las maravillas) – narrativa sonora RNE (2019)
- El monte de las ánimas di Gustavo Adolfo Bécquer – narrativa sonora RNE (2020)

### Doppiatrice

#### Cinema
- Heart of the Sea - Le origini di Moby Dick (In the Heart of the Sea), regia di Ron Howard (2015)

## Web TV
- Lu de Luna (YouTube, Disney Channel, 2015-2016)
- En la dimensión de Bea (YouTube, RTVE, Video blog, 2017)

## Teatro
- Tortuguita Juani (2012)
- Cataplín plín plín 2 brujitas y 1 calcetín (2011-2014)
- Los Miserables (2011-2016)
- Cyrano de Bergerac (2012-2016, 2021)
- Delicia - La casa de la portera (2014-2015)
- Delicia - Gira (2014-2016)
- El conde de Montecristo (2015-2016)
- Delicia - Teatro Lara (2015-2016)
- La casa di Bernarda Alba (2016-2017)
- Yerma (2021)

## Programmi televisivi
- Soy Luna Express (2016-2017)
- Pasapalabra (Antena 3, 2021)

## Riconoscimenti
- Certamen Audiovisual de Cabra 
  - 2014: Vincitrice come Miglior attrice per El amor me queda grande

- Festival Cencor
  - 2015: Candidata come Miglior attrice per El amor me queda grande

- Festival de cine Islantilla
  - 2014: Candidata come Miglior attrice per El amor me queda grande

- Premio CinEuphoria
  - 2016: Candidata come Miglior attrice per El amor me queda grande